# Franciszek Zajerski
Franciszek Zajerski herbu Ostoja (ur. w 1561 w Przemyślu, zm. w 1631) – polski duchowny rzymskokatolicki, biskup pomocniczy łucki.

## Życiorys
Pełnił urzędy proboszcza łuckiego, infułata ołyckiego, kanonika płockiego, dziekana pułtuskiego, archidiakona sandomierskiego. Ufundował seminarium w Ołyce.
21 lutego 1622 papież Grzegorz XV prekonizował go biskupem pomocniczym łuckim i biskupem in partibus infidelium argiwskim. 9 października 1622 przyjął sakrę biskupią z rąk biskupa włocławskiego Pawła Wołuckiego. Współkonsekratorami byli biskup pomocniczy włocławski Baltazar Miaskowski oraz biskup pomocniczy płocki Stanisław Starczewski.
Pochowany w Ołyce.